# Pachystroma
Pachystroma é um género botânico pertencente à família Euphorbiaceae.

## Sinonímia
- Acantholoma Gaudich. ex Baill.

## Espécies
- Pachystroma castaneifolium
- Pachystroma ilicifolium
- Pachystroma longifolium

## Nome e referências
Pachystroma Müll.Arg.